# Cimowo
Cimowo (niem. do 1938 Zymowo, 1938–1945 Winterau) – osada w Polsce położona w województwie warmińsko-mazurskim, w powiecie mrągowskim, w gminie Mikołajki.
W latach 1975–1998 miejscowość administracyjnie należała do województwa suwalskiego.
Pierwsze wzmianki pochodzą z 1762.